# Premio "È giornalismo"
Il premio È giornalismo è un riconoscimento che viene attribuito in ambito giornalistico.

## Storia
È stato fondato nel 1995 da Indro Montanelli, Enzo Biagi, Giorgio Bocca e Giancarlo Aneri e vanta la maggiore dotazione fra quelli attribuiti in Italia con 15 493,71 €. Nel 2013, la giuria risulta composta da Aneri (unico ancora in vita tra i fondatori), Giulio Anselmi, Mario Calabresi, Curzio Maltese, Paolo Mieli, Gianni Riotta e Gian Antonio Stella.
Il premio, che nel 2003 è stato assegnato per la prima volta ad un esponente della televisione, Antonio Ricci, (creatore e autore del tg satirico Striscia la notizia di Canale 5), negli anni passati è stato vinto da Curzio Maltese, Gianni Riotta, Gian Antonio Stella, Ettore Mo, Claudio Rinaldi, Natalia Aspesi e Francesco Tullio Altan. L'edizione 2004 è stata vinta per la prima volta da uno straniero: Bill Emmott direttore responsabile di "Economist".
Per l'anno 2005 il premio, che è giunto alla sua decima edizione, è stato assegnato alla scrittrice ed editorialista Barbara Spinelli. Per l'anno 2006 il premio è stato assegnato a Francesco Giavazzi, editorialista del Corriere della Sera e docente di economia politica all'Università Bocconi, per avere sfidato conformismi e ipocrisie del potere.
Per l'anno 2007 il premio è stato assegnato a Fabio Fazio per la conduzione del programma televisivo Che tempo che fa. Per l'anno 2008 il premio è stato assegnato a Milena Gabanelli giornalista freelance e conduttrice del programma Report. "Giorgio Bocca ha commentato: È l'ultima giornalista che fa inchieste vere, in un momento in cui su tutti i giornali sono state abbandonate. E addirittura stupisce che le possa fare."
Per l'anno 2009 il premio è stato assegnato ad Attilio Bolzoni, giornalista di Repubblica. Attilio Bolzoni è stato premiato quale "miglior cronista del Sud, che ha saputo dare le migliori informazioni sulla mafia e sulla camorra" - come ha detto Giorgio Bocca. Aneri si è detto felice che il premio sia andato a "un giornalista che ha sempre seguito con scrupolo e serietà le inchieste che hanno fatto capire al lettore la gravità del fenomeno mafioso e camorristico". Nel 2010 è andato all'editorialista del Corriere, Sergio Romano, perché, ha detto Bocca, "giornalista che parla di cose che conosce bene, soprattutto in politica estera: è indipendente, onesto e bravo". Nel 2011 il premio è stato vinto da Mario Calabresi, direttore del quotidiano La Stampa.
Per l'anno 2012 il premio è stato assegnato a Claudio Magris, scrittore italiano, germanista e critico, ritenuto uno dei più profondi saggisti contemporanei, nonché collaboratore del Corriere della Sera.
Per l'anno 2013 il premio è stato assegnato a Hal Varian, Chief Economist di Google, il quale ha chiesto alla giuria di "identificare persone che si siano distinte nel giornalismo digitale in Italia a cui assegnarlo"; i componenti della stessa hanno indicato le giornaliste Arianna Ciccone e Anna Masera. Nel 2014 ad aggiudicarsi il premio è stato Massimo Gramellini, vicedirettore de La Stampa, per aver "saputo essere straordinaria sintesi del giornalismo ironico e pungente di Montanelli, di quello di inchiesta di Biagi, di quello di analisi di Bocca". L'edizione del 2015 è stata vinta dal comico Rosario Fiorello, descritto come "un personaggio che ha fatto informazione in modo decisamente fuori dal comune, inventando - e proponendone l'importanza al grande pubblico - una edicola atipica", grazie al suo programma Edicola Fiore.
Per l'edizione del 2023 il premio è stato assegnato a papa Francesco, per il suo impegno a favore del principio della realtà, con un lavoro paziente di ricerca della verità e della giustizia.

## Albo d'oro
| Ed.   | Anno | Vincitore              | Nazione     |
| ----- | ---- | ---------------------- | ----------- |
| I     | 1996 | Curzio Maltese         | Italia      |
| II    | 1997 | Gianni Riotta          | Italia      |
| III   | 1998 | Gian Antonio Stella    | Italia      |
| IV    | 1999 | Ettore Mo              | Italia      |
| V     | 2000 | Claudio Rinaldi        | Italia      |
| VI    | 2001 | Natalia Aspesi         | Italia      |
| VII   | 2002 | Francesco Tullio Altan | Italia      |
| VIII  | 2003 | Antonio Ricci          | Italia      |
| IX    | 2004 | Barbara Spinelli       | Italia      |
| X     | 2005 | Bill Emmott            | Regno Unito |
| XI    | 2006 | Francesco Giavazzi     | Italia      |
| XII   | 2007 | Fabio Fazio            | Italia      |
| XIII  | 2008 | Milena Gabanelli       | Italia      |
| XIV   | 2009 | Attilio Bolzoni        | Italia      |
| XV    | 2010 | Sergio Romano          | Italia      |
| XVI   | 2011 | Mario Calabresi        | Italia      |
| XVII  | 2012 | Claudio Magris         | Italia      |
| XVIII | 2013 | Hal Varian per Google  | Stati Uniti |
| XIX   | 2014 | Massimo Gramellini     | Italia      |
| XX    | 2015 | Fiorello               | Italia      |
| XXI   | 2016 | Enrico Mentana         | Italia      |
| XXII  | 2017 | Mattia Feltri          | Italia      |
|       | 2023 | Papa Bergoglio         | Argentina   |